# 어맨다 피터슨
어맨다 피터슨(Phyllis Amanda Peterson, 1971년 7월 8일 ~ 2015년 7월 3일)는 미국의 배우이다.

## 영화
- 윈드러너 (1995년) - 줄리 무어 역
- 위험한 유혹 (1992년)
- 헬 해스 노 퓨리 (1991년)
- 아이 포지드 포 플레이보이 (1991년)
- 모의 법정 (1989년)
- 사랑과 배반 (1989, Love and Betrayal)
- 연애학개론 (1987년)
- 컴퓨터 우주 탐험 (1985년) - 로리 스웬슨 역